# UTC−0:44
UTC−0:44 je bila vremenska zona koja se koristila u Liberiji do 1. maja 1972. Bila je poznata kao Monrovijsko srednje vreme ili Liberijsko vreme. Tačna vremenska zona je u stvari bila GMT − 0h 43m 08s i koristila se do 1. marta 1919. kada je promenjena na UTC−0:44. Godine 1972. je zamenjena sa UTC+0.